# 2,4-다이나이트로페놀
2,4-다이나이트로페놀(영어: 2,4-dinitrophenol)은 다이나이트로페놀의 일종이다. 세포호흡을 방해해 비만 치료제로 쓰기도 했지만 위험하다. 보디빌더들이 지방만 빼려고 이것을 먹다가 죽는 일도 있다.